# Weferlingen
Weferlingen is een plaats en voormalige gemeente in de Duitse deelstaat Saksen-Anhalt, en maakt deel uit van de Landkreis Börde.
Weferlingen telt 2.383 inwoners.
Van 1949 - 1990 maakte Weferlingen deel uit van de communistische DDR.
Op 29 april 1982 slaagden drie Oost-Duitsers erin met een bulldozer hier door de dodelijke grensbarrières heen te breken bij hun vlucht naar West-Duitsland.

## Geboren
- Casimir Willem van Hessen-Homburg (1690-1726), prins van Hessen-Homburg, militair
- Traugott Herr (1890-1976), General der Panzertruppe tijdens de Tweede Wereldoorlog
- Angela Voigt (1951-2013), olympische kampioene verspringen 1976